# Paul Walker
Paul Williams Walker IV (Glendale, Kalifornia, 1973. szeptember 12. – Santa Clarita, Kalifornia, 2013. november 30.) amerikai színész.
Pályafutását gyermekszínészként kezdte, majd az 1990-es évek elején a Nyughatatlan fiatalok című szappanoperában tűnt fel. Az 1999-ben bemutatott A csaj nem jár egyedül és Prérifarkas Blues című ifjúsági filmjeit szintén jól fogadta a nézőközönség. 2001-ben szerepelt először a Halálos iramban című filmben és vált világhírű színésszé, ezt követően Brian O'Conner szerepében több folytatásban is játszott.
2001-ben a Kéjutazás, 2005-ben A tenger vadjai, 2006-ban pedig a Kutyahideg, a Halálos hajsza és A dicsőség zászlaja című filmekben volt látható. Utolsó filmszerepei a Veszélyzóna (2014) és a Halálos iramban 7. (2015) című akciófilmekben voltak.
2013. november 30-án, negyvenéves korában szenvedett halálos kimenetelű autóbalesetet.
Lánya Meadow Rain Walker modell.

## Fiatalkora és családja
1973. szeptember 12-én született a kaliforniai Glendale-ben. Elsősorban angol, valamint német, svájci és ír felmenőkkel rendelkezett. Édesanyja, Cheryl (született Crabtree) divatmodell volt, édesapja, Paul William Walker III pedig csatornaépítő vállalkozó és egykori amatőr bokszoló, aki kétszeres Golden Gloves bajnok volt.

## Színészi pályafutása
Paul Walker már kétéves korában, 1975-ben szerepelt egy Pampers pelenkareklámban. Egész gyermekkorát végigkísérték a reklámfilmek. Még javában iskolába járt, amikor két különböző szerepet is eljátszott a Highway to Heaven című sorozatban, amit egy évvel később már egy mozifilm, a Monster in the Closet, majd újabb esztendő múlva a Programmed to Kill követett.
1991-ben érettségizett a Sun Valley-i keresztény középiskolában. Ezután tengerbiológiát is tanult. Az 1990-es évek második felében olyan filmekben tűnt fel, mint az Ökörikrek, a Pleasantville, a Prérifarkas Blues, A csaj nem jár egyedül vagy a Koponyák.
2001-ben lett igazán ismert Vin Diesel mellett a Halálos iramban című filmben.

## Jótékonykodása
Walker számos jótékonysági aukciót rendezett bajba került vagy éppen nincstelenné vált embertársai megsegítésére. Egy ilyen után történt tragikus balesete.
Saját jótékonysági szervezete a Reach out Worldwide volt.

## Halála
2013. november 30-án egy  általa szervezett jótékonysági esten vett részt a kaliforniai Valenciában. A rendezvényt követően egy barátja (Roger Rodas) új autójával, egy piros 2005-ös kiadású Porsche Carrera GT-vel próbakörre vitte a színészt. A sofőr elvesztette az uralmát a kocsi felett, és a jármű először egy lámpaoszlopnak, majd egy fának csapódott és kigyulladt. Mindketten a helyszínen életüket vesztették. Walker teste a felismerhetetlenségig összeégett.

## Filmográfia

### Film
† — posztumusz megjelenés
| Év   | Magyar cím                       | Eredeti cím                   | Szerep                           | Magyar hang          | Rendező               |
| ---- | -------------------------------- | ----------------------------- | -------------------------------- | -------------------- | --------------------- |
| 1986 | Szörny a szekrényben             | Monster in the Closet         | 'Professzor' Bennett             |                      | Bob Dahlin            |
| 1987 | Gépesített terroristanő          | Programmed to Kill            | Jason                            |                      | Allan Holzman         |
| 1987 | Gépesített terroristanő          | Programmed to Kill            | Jason                            | Robert Short         |                       |
| 1994 | Tammy és a T-Rex                 | Tammy and the T-Rex           | Michael                          |                      | Stewart Raffill       |
| 1998 | Ökörikrek                        | Meet the Deedles              | Phil Deedle                      | Markovics Tamás      | Steve Boyum           |
| 1998 | Pleasantville                    | Pleasantville                 | Skip Martin                      | Németh Kristóf       | Gary Ross             |
| 1999 | Prérifarkas Blues                | Varsity Blues                 | Lance Harbor                     | Reisenbüchler Sándor | Brian Robbins         |
| 1999 | A csaj nem jár egyedül           | She's All That                | Dean Sampson                     | Barabás Kiss Zoltán  | Robert Iscove         |
| 1999 | Börtönpalota                     | Brokedown Palace              | Jason                            | Seder Gábor          | Jonathan Kaplan       |
| 2000 | Koponyák                         | The Skulls                    | Caleb Mandrake                   | Németh Kristóf       | Rob Cohen (1.)        |
| 2001 | Halálos iramban                  | The Fast and the Furious      | Brian O'Conner                   | Bozsó Péter          | Rob Cohen (2.)        |
| 2001 | Kéjutazás                        | Joy Ride                      | Lewis Thomas                     | Welker Gábor         | John Dahl             |
| 2001 | Kéjutazás                        | Joy Ride                      | Lewis Thomas                     | Csőre Gábor          | John Dahl             |
| 2003 | Halálosabb iramban               | 2 Fast 2 Furious              | Brian O'Conner                   | Király Attila        | John Singleton        |
| 2003 | Idővonal                         | Timeline                      | Chris Johnston                   | Selmeczi Roland      | Richard Donner        |
| 2004 | Karácsony                        | Noel                          | Mike Riley                       | Csőre Gábor          | Chazz Palminteri      |
| 2005 | A tenger vadjai                  | Into the blue                 | Jared Cole                       | Zámbori Soma         | John Stockwell        |
| 2006 | Kutyahideg                       | Eight Below                   | Jerry Shepard                    | Miller Zoltán        | Frank Marshall        |
| 2006 | Halálos hajsza                   | Running Scared                | Joey Gazelley                    | Szabó Máté           | Wayne Kramer (1.)     |
| 2006 | A dicsőség zászlaja              | Flags of Our Fathers          | Hank Hansen                      | Szatmári Attila      | Clint Eastwood        |
| 2007 | Bobby Z élete és halála          | The Death and Life of Bobby Z | Tim Kearney                      | Bozsó Péter          | John Herzfeld         |
| 2008 | A Lazarus-terv                   | The Lazarus Project           | Ben Garvey                       | Bozsó Péter          | John Glenn            |
| 2009 | Halálos iram                     | Fast & Furious                | Brian O'Conner                   | Viczián Ottó         | Justin Lin (1.)       |
| 2010 | Tökéletes bűnözők                | Takers                        | John Rahway                      | Makranczi Zalán      | John Luessenhop       |
| 2011 | Halálos iramban: Ötödik sebesség | Fast five                     | Brian O'Conner                   | Rajkai Zoltán        | Justin Lin (2.)       |
| 2013 | Pokoli futam                     | Vehicle 19                    | Michael Woods                    | Bozsó Péter          | Mukunda Michael Dewil |
| 2013 | Halálos iramban 6.               | Fast & Furious 6              | Brian O'Conner                   | Rajkai Zoltán        | Justin Lin (3.)       |
| 2013 | Összeláncolva †                  | Hours                         | Nolan Hayes                      | Bozsó Péter          | Eric Heisserer        |
| 2013 | Eszement zaci                    | Pawn Shop Chronicles          | Veszett kutya                    | Bozsó Péter          | Wayne Kramer (2.)     |
| 2014 | Veszélyzóna †                    | Brick Mansions                | Damien Collier                   | Király Attila        | Camille Delamarre     |
| 2015 | Halálos iramban 7. †             | Furious 7                     | Brian O'Conner                   | Rajkai Zoltán        | James Wan             |
| 2023 | Halálos iramban 10. †            | Fast X                        | Brian O'Conner (archív felvétel) | Rajkai Zoltán        | Louis Leterrier       |

Rövidfilmek
- Life Makes Sense If You're Famous (2002) – Mikey
- The Turbo Charged Prelude for 2 Fast 2 Furious (2003) – Brian O'Conner

### Televízió

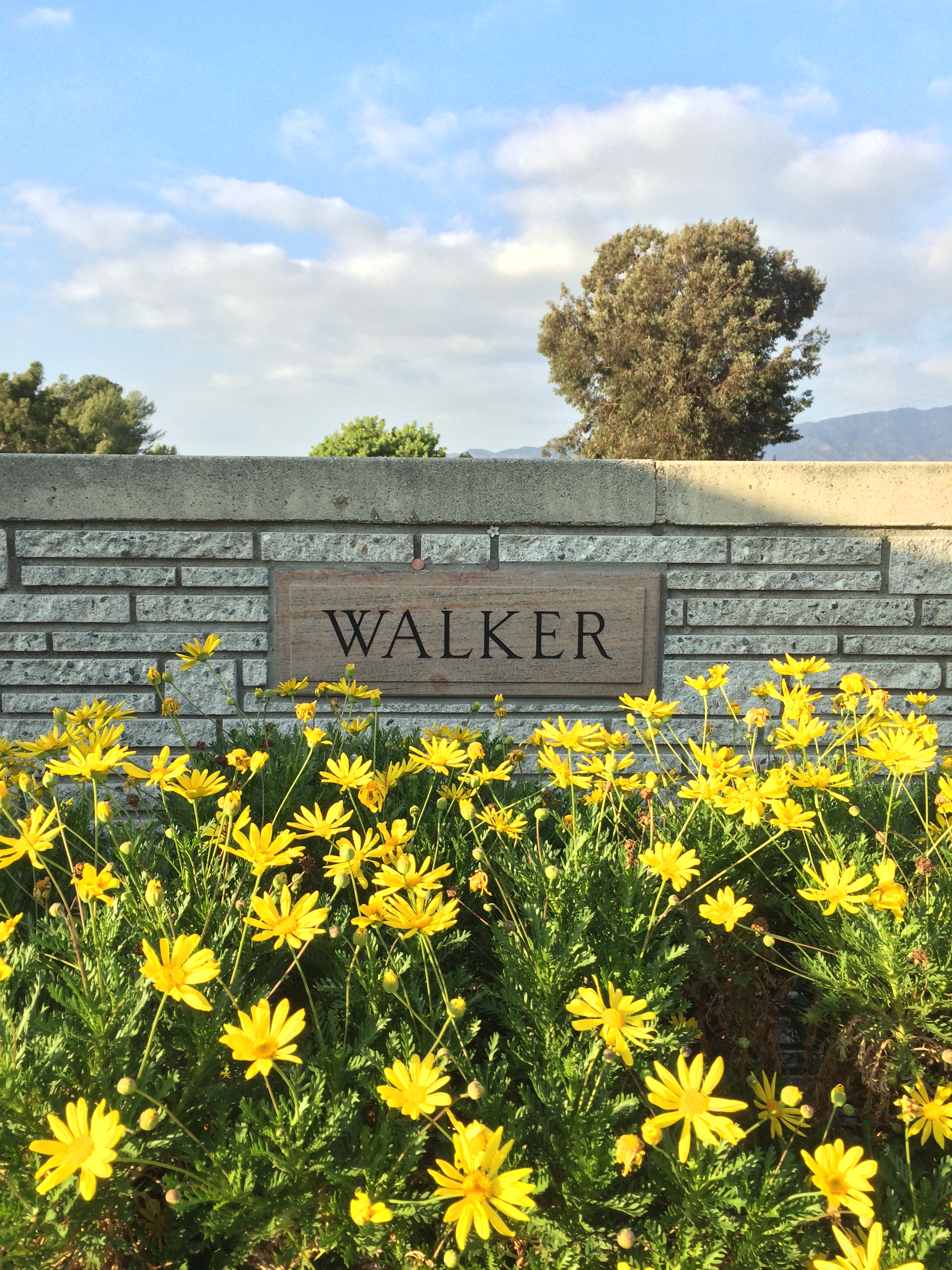
Walker sírja

| Év        | Magyar cím            | Eredeti cím                | Szerep                     | Megjegyzések |
| --------- | --------------------- | -------------------------- | -------------------------- | ------------ |
| 1984–1994 |                       | CBS Schoolbreak Special    | ismeretlen szerep / Dill   | 2 epizód     |
| 1985–1986 | Út a mennyországba    | Highway to Heaven          | Todd Bryant / Eric Travers | 2 epizód     |
| 1986–1987 |                       | Throb                      | Jeremy Beatty              | 12 epizód    |
| 1990      |                       | Charles in Charge          | Russell Davis              | 1 epizód     |
| 1991      | Ki a főnök?           | Who's the Boss?            | Michael Haynes             | 1 epizód     |
| 1991      |                       | What a Dummy               | Rick                       | 1 epizód     |
| 1992      | Nyughatatlan fiatalok | The Young and the Restless | Brandon Collins            | 14 epizód    |
| 1996      | Angyali érintés       | Touched by an Angel        | Jonathan                   | 1 epizód     |
| 2010      |                       | Shark Men                  | önmaga                     | 3 epizód     |
| 2013      |                       | Shark Week                 | önmaga                     | 1 epizód     |

### Videóklipek
| Év   | Előadó                      | Dal                    | Megjegyzés      |
| ---- | --------------------------- | ---------------------- | --------------- |
| 1997 | The Mighty Mighty Bosstones | Wrong Thing Right Then |                 |
| 2001 | Ja Rule, Vita és O1         | Furious                |                 |
| 2003 | Ludacris                    | Act a Fool             |                 |
| 2013 | 2 Chainz és Wiz Khalifa     | We Own It              | archív felvétel |
| 2015 | Wiz Khalifa és Charlie Puth | See You Again          | archív felvétel |

## Díjak és jelölések
| Év   | Díj                | Kategória                                  | Jelölt film                      | Eredmény |
| ---- | ------------------ | ------------------------------------------ | -------------------------------- | -------- |
| 2002 | MTV Movie Award    | legjobb csapat                             | Halálos iramban                  | Elnyerte |
| 2011 | Teen Choice Awards | Choice Movie (legjobb akciófilmes színész) | Halálos iramban: Ötödik sebesség | Jelölve  |
| 2013 | Teen Choice Awards | Choice Movie (legjobb kémia)               | Halálos iramban 6.               | Jelölve  |
| 2014 | MTV Movie Award    | legjobb filmes páros                       | Halálos iramban 6.               | Elnyerte |
| 2015 | Teen Choice Awards | Choice Movie (legjobb akciófilmes színész) | Halálos iramban 7.               | Elnyerte |
| 2015 | Teen Choice Awards | Choice Movie (legjobb kémia)               | Halálos iramban 7.               | Jelölve  |

## Fordítás
- Ez a szócikk részben vagy egészben  a   Paul Walker című angol Wikipédia-szócikk fordításán alapul.  Az eredeti cikk szerkesztőit annak laptörténete sorolja fel. Ez a jelzés csupán a megfogalmazás eredetét és a szerzői jogokat jelzi, nem szolgál a cikkben szereplő információk forrásmegjelöléseként.
- Ez a szócikk részben vagy egészben  a   Paul Walker filmography című angol Wikipédia-szócikk fordításán alapul.  Az eredeti cikk szerkesztőit annak laptörténete sorolja fel. Ez a jelzés csupán a megfogalmazás eredetét és a szerzői jogokat jelzi, nem szolgál a cikkben szereplő információk forrásmegjelöléseként.